# Kay Scarpetta
Kay Scarpetta est un personnage de fiction, héroïne des romans policiers de Patricia Cornwell.  D'idéologie et d'apparence semblable à sa créatrice, elle est vue comme son alter ego fictif.

## Biographie de fiction
Kay Scarpetta est née à Miami et a des ancêtres italiens. Quelques années après la mort de son père, elle décide de quitter Miami pour Georgetown, où elle fait ses études de médecine. Après avoir terminé également « des études de droit à Georgetown, elle devient agent du FBI, puis médecin expert général de l'État de Virginie. »
Lors de ses enquêtes, elle est souvent associée à Pete Marino, sergent de la brigade des homicides de Richmond, « un policier assez vulgaire et macho, avec lequel elle a de nombreuses prises de bec, mais dont le dévouement se révèle à toute épreuve. » Elle travaille aussi très souvent avec Benton Wesley, un profileur au FBI.
Bien que sa vie professionnelle soit un succès, sa vie personnelle est souvent synonyme de chaos. Après avoir divorcé de Tony Benedetti, elle reporte « toute son affection sur la fille de sa sœur, sa nièce Lucy Farinelli, qui a pris pension chez elle dès l'âge de dix ans. »
Elle entretient un temps une relation avec « Bill Boltz, mais découvre que cet homme n'est pas aussi tendre et affectueux qu'elle le croyait. » Puis, elle rencontre Mark James, avocat, agent du FBI et ami de Benton Wesley. Mark périt dans un attentat. Souhaitant mettre sa vie personnelle de côté pour ne plus souffrir, elle tombe néanmoins sous le charme de Benton, pourtant marié. Lui aussi trouve la mort dans un incendie. Elle découvre par la suite que la mort de Benton n'était qu'une simulation pour permettre à celui-ci d'échapper aux représailles de tueurs particulièrement acharnés. Leur relation reprend mais demeure longtemps tumultueuse. Quelques années s'écoulent ainsi puis elle et Benton se marient.

## Romans de la série
1. Postmortem, Librairie des Champs-Élysées, coll. « Le Masque » no 2092, 1992 ((en) Postmortem, 1990), trad. Gilles Berton, 311 p.  (ISBN 2-7024-2255-1)Réédition Éditions des Deux Terres, 2011 (ISBN 978-2-8489-3093-0)
2. Mémoires mortes, Librairie des Champs-Élysées, coll. « Le Masque » no 2120, 1993 ((en) Body of Evidence, 1991), trad. Gilles Berton, 315 p.  (ISBN 2-7024-2327-2)
3. Et il ne restera que poussière..., Éditions du Masque, 1993 ((en) All That Remains, 1992), trad. Gilles Berton, 335 p.  (ISBN 2-7024-2390-6)
4. Une peine d'exception, Éditions du Masque, 1994 ((en) Cruel and Unusual, 1993), trad. Gilles Berton, 360 p.  (ISBN 2-7024-7825-5)
5. La Séquence des corps, Éditions du Masque, 1995 ((en) The Body Farm, 1994), trad. Dominique Dupont-Viau, 388 p.  (ISBN 2-7024-7827-1)
6. Une mort sans nom, Éditions du Masque, 1996 ((en) From Potter's Field, 1995), trad. Hélène Narbonne, 414 p.  (ISBN 2-7024-7828-X)
7. Morts en eaux troubles, Calmann-Lévy, coll. « Crime », 1996 ((en) Cause of Death, 1996), trad. Hélène Narbonne, 348 p.  (ISBN 2-7021-2683-9)
8. Mordoc, Calmann-Lévy, coll. « Crime », 1997 ((en) Unnatural Exposure, 1997), trad. Hélène Narbonne, 322 p.  (ISBN 2-7021-2818-1)
9. Combustion, Calmann-Lévy, coll. « Crime », 1999 ((en) Point of Origin, 1998), trad. Hélène Narbonne, 348 p.  (ISBN 2-7021-2949-8)
10. Cadavre X, Calmann-Lévy, coll. « Crime », 2000 ((en) Black Notice, 1999), trad. Hélène Narbonne, 416 p.  (ISBN 2-7021-3092-5)
11. Dossier Benton, Calmann-Lévy, coll. « Crime », 2001 ((en) The Last Precinct, 2000), trad. Hélène Narbonne, 494 p.  (ISBN 2-7021-3188-3)
12. Baton Rouge, Calmann-Lévy, coll. « Crime », 2004 ((en) Blow Fly, 2003), trad. Hélène Narbonne, 439 p.  (ISBN 2-7021-3415-7)
13. Signe suspect, Éditions des Deux Terres, 2005 ((en) Trace, 2004), trad. Andrea H. Japp, 506 p.  (ISBN 2-84893-016-0)
14. Sans raison, Éditions des Deux Terres, 2006 ((en) Predator, 2005), trad. Andrea H. Japp, 448 p.  (ISBN 2-84893-028-4)
15. Registre des morts, Éditions des Deux Terres, 2008 ((en) Book of the Dead, 2007), trad. Andrea H. Japp, 467 p.  (ISBN 978-2-84893-051-0)
16. Scarpetta, Éditions des Deux Terres, 2009 ((en) Scarpetta, 2008), trad. Andrea H. Japp, 503 p.  (ISBN 978-2-84893-064-0)
17. L'Instinct du mal, Éditions des Deux Terres, 2010 ((en) The Scarpetta Factor, 2009), trad. Andrea H. Japp, 501 p.  (ISBN 978-2-84893-082-4)
18. Havre des morts, Éditions des Deux Terres, 2011 ((en) Port Mortuary, 2010), trad. Andrea H. Japp, 441 p.  (ISBN 978-2-84893-087-9)
19. Voile rouge, Éditions des Deux Terres, 2012 ((en) Red Mist, 2011), trad. Andrea H. Japp, 456 p.  (ISBN 978-2-84893-112-8)
20. Vent de glace, Éditions des Deux Terres, 2013 ((en) The Bone Bed, 2012), trad. Andrea H. Japp, 407 p.  (ISBN 978-2-84893-135-7)
21. Traînée de poudre, Éditions des Deux Terres, 2014 ((en) Dust, 2013), trad. Andrea H. Japp, 477 p.  (ISBN 978-2-84893-169-2)
22. Monnaie de sang, Éditions des Deux Terres, 2015 ((en) Flesh and Blood, 2014), trad. Andrea H. Japp, 455 p.  (ISBN 978-2-84893-215-6)
23. Inhumaine, Éditions des Deux Terres, 2016 ((en) Depraved Heart, 2015), trad. Andrea H. Japp, 480 p.  (ISBN 978-2-84893-241-5)
24. Chaos, Éditions des Deux Terres, 2017 ((en) Chaos, 2016), trad. Andrea H. Japp, 432 p.  (ISBN 978-2-84893-260-6)
25. Autopsie, Lattès, 2022 ((en) Autopsy, 2021)
26. Livide, Lattès, 2023 ((en) Livid, 2022)
27. Morts suspectes, Lattès, 2024 ((en) Unnatural Death, 2023)
28. (en) Identity Unknown, 2024

## Personnages gravitant autour d'elle

### Lucy Farinelli
Lucy, nièce de Kay, apparaît dès le premier tome (Postmortem) des "Kay Scarpetta". Souvent délaissée par sa mère (sœur de Scarpetta) elle voue à sa tante une admiration sans borne et une grande affection. Kay se substitue à cette mère trop absente et toutes deux entretiennent une relation 
attentionnée mais jamais importune. D'un caractère aussi bien trempé que celui de Kay, Lucy possède une grande intelligence et se révèle un génie de l'informatique ; un talent qui lui permettra d'entrer au FBI. Au fil des tomes elle vieillit, passant d'une dizaine d'années au premier à plus de trente ans dans les derniers, apprenant à mesurer et assumer son homosexualité. Après son passage au FBI, elle devient millionnaire grâce au logiciel informatique qu'elle a mis au jour et crée sa propre entreprise, dans laquelle elle engagera sa tante ainsi que Marino. Elle s'offre de multiples véhicules et objets de luxe selon les goûts du jour. Vers le tome Sans raison, elle révélera  à sa tante, sous le secret de Benton, qu'elle a une tumeur au cerveau.

### Pete Marino
Inspecteur de police à Richmond, il y rencontre Scarpetta avec laquelle il collabore comme enquêteur. Il démissionnera ensuite pour la suivre avec Lucy. Marino est de grande taille, assez corpulent et dégarni. Il fume "comme un pompier", a un net penchant pour l'alimentation grasse et sucrée et s'abreuve principalement de bière.
Marié, il a un garçon puis divorce ; il entretient des relations assez distantes avec son fils, que l'on retrouvera mort plus tard.
Au fil des tomes il devient très ami avec Kay Scarpetta.
Après sa première rencontre avec Lucy, ils ne s'apprécient guère. Puis leurs relations évoluent et Marino veille ensuite sur Lucy un peu comme sur son enfant (qu'il n'a pas vu depuis très longtemps). Il lui apprend à conduire ainsi qu'à manier les armes à feu.

### Benton Wesley
Travaillant au FBI dans la section Profiler, c'est un homme assez charismatique. 
Marié avec Connie (avec qui il a eu trois filles) il entretient une relation amoureuse avec Kay Scarpetta, qu'il épouse après avoir divorcé.
C'est un homme qui a beaucoup de relations avec, entre autres, le sénateur Lord. Il fera entrer Lucy au FBI.

## Sources
- Claude Mesplède, Dictionnaire des littératures policières, vol. 2 : J - Z, Nantes, Joseph K, coll. « Temps noir », 2007, 1086 p. (ISBN 978-2-910-68645-1, OCLC 315873361), p. 728-729.